# Zerene eurydice
Zerene eurydice är en fjärilsart som först beskrevs av Jean Baptiste Boisduval 1855.  Zerene eurydice ingår i släktet Zerene och familjen vitfjärilar. Inga underarter finns listade i Catalogue of Life.

## Bildgalleri

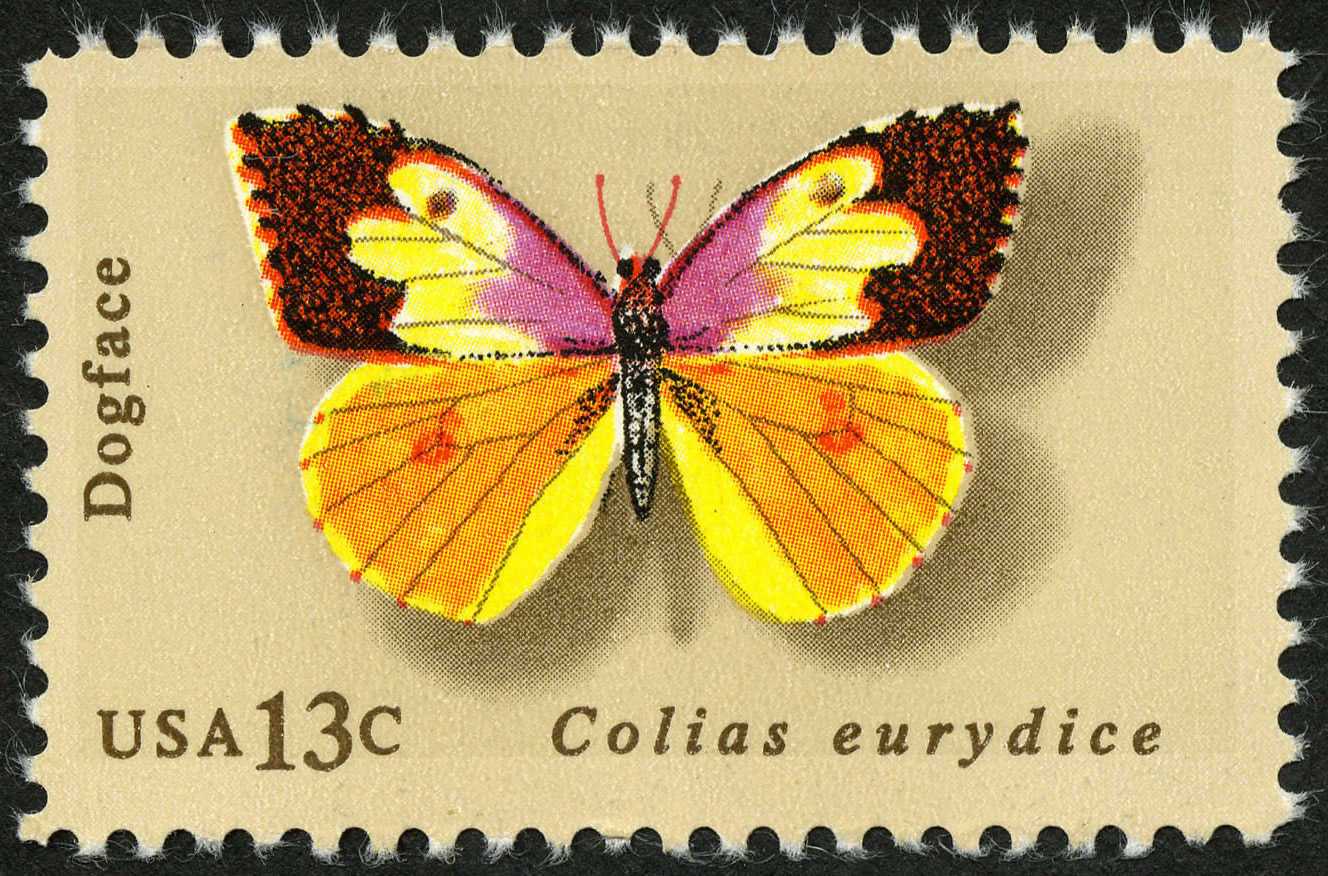